# Júki Miura
Júki Miura (japonsky 三浦 優希, Miura Júki, * 19. července 1996 Tokio) je japonský lední hokejista nastupující na pozici středního útočníka, který hrál i v České republice. Patří do kádru japonské reprezentace, za níž hraje na mistrovství světa. Jeho otcem je Takajuki Miura, účastník zimních olympijských her v Naganu (1998).

## Život
S hokejem začínal v celku Higašijamato. Během ročníku 2013/2014 nastupoval v České republice za tým Lev Slaný a rovněž za mládežnické reprezentační výběry své země. Následující sezónu (2014/2015) hrál za juniorský výběr kladenských Rytířů. Ve stejném celku pokračoval i další ročník (2015/2016), v němž se na čtyři soutěžní zápasy objevil i v mužském výběru tohoto klubu. Premiéru si odbyl 4. ledna 2016 v domácím zápase s českobudějovickým Motorem (3:0). O dva dny později (6. ledna) nastoupil opět v domácím prostředí do utkání s Benátkami nad Jizerou (2:1), pak o další tři dny později (9. ledna) v zápase na ledě Prostějova (3:4 po prodloužení) a v zápase zaznamenal jeden záporný bod, když byl v čase 15:13 přítomen na ledě ve chvíli, kdy prostějovský Jiří Cetkovský vstítil gól na 2:1 pro domácí. Derniéru mezi kladenskými muži prožil Miura 13. ledna 2016 v zápase na ledě pražské Slavie (2:4). Z působení v kladenském dresu nejvíce po letech vzpomínal na možnost trénování s Jaromírem Jágrem a Tomášem Plekancem. Navíc se svými spoluhráči z formace Danielem Kružíkem a Petrem Havlůjem byl Miura v kontaktu ještě i následující roky, kdy si spolu přes sociální sítě psali.
Po sezóně ovšem změnil působiště a odešel do severní Ameriky, do celku Waterloo Black Hawks, který hraje United States Hockey League (USHL). Další ročník (2017/2018) již trávil v jiném klubu, a sice Lake Superior State University účastnící se NCAA, kde vydržel po následující čtyři roky. Od sezóny 2021/2022 nastupuje za Iowa Heartlanders v East Coast Hockey League (ECHL).